# شنق ويليام "فروجي" جيمس

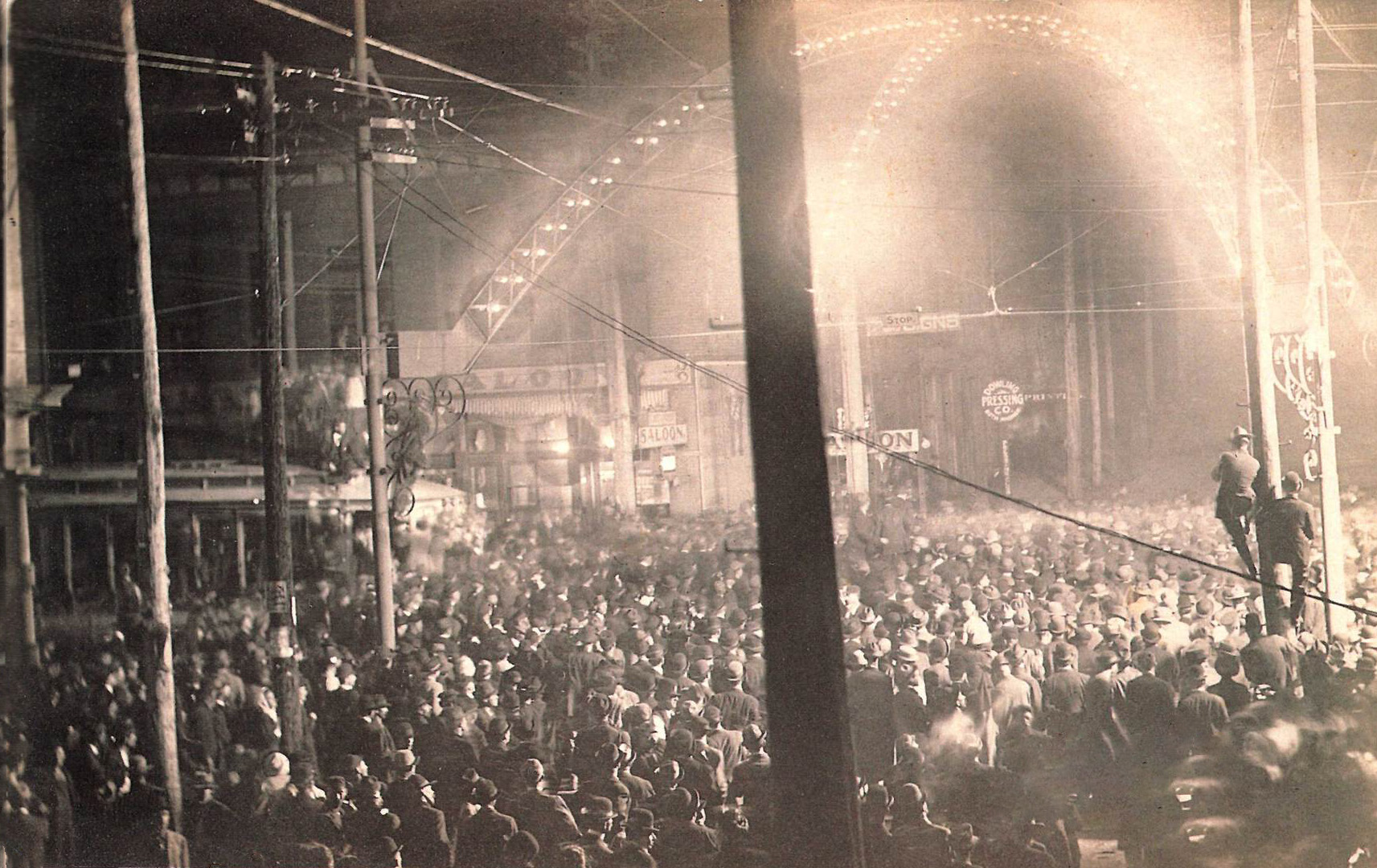
إعدام جيمس شنقًا في 11 نوفمبر 1909. وتشير التقديرات إلى أن عدد المتفرجين الذين حضروا عملية الإعدام خارج نطاق القانون بلغ نحو 10 آلاف شخص.

أُعدم ويليام "فروجي" جيمس، وهو رجل أمريكي من أصل أفريقي، وشُوهت جثته في 11 نوفمبر 1909 على يد حشد من الغوغاء في القاهرة بولاية إلينوي، بعد اتهامه باغتصاب وقتل البائعة في متجر آنا بيلي البالغة من العمر 23 عامًا.    
وقد حُرم جيمس من الإجراءات القانونية الواجبة وقُتل قبل اكتمال تحقيق الشرطة. شكّل سكان البلدة في القاهرة عصابة من الغوغاء وقتلوه مع سجين آخر من سجن البلدة الذي تأخرت محاكمته. اجتذبت عملية الإعدام خارج نطاق القانون حشودًا بالآلاف، وقادت المجلس التشريعي لولاية إلينوي إلى إصدار سلسلة من القوانين المناهضة للإعدام خارج نطاق القانون والغوغاء التي أدت إلى إصلاحات كبيرة في جميع أنحاء الغرب الأوسط شملت الأحكام والحماية للأمريكيين من أصل أفريقي في إلينوي. كما أدت عملية الإعدام خارج نطاق القانون إلى تعبئة جماعات المناصرة في الولاية للضغط من أجل توفير المزيد من الحماية القانونية للمجتمعات الأمريكية من أصل أفريقي في البلدات الصغيرة.

## خلفية
كانت مدينة القاهرة بولاية إلينوي تشهد موجة من التوتر العرقي وموجة من الجريمة في نهاية عام 1909. كانت قوة شرطة المدينة خاملة ويرجع ذلك إلى حد كبير إلى أن اقتصاد البلدة كان يعتمد في المقام الأول على النشاط المرتبط بالرذيلة.   كانت محلات الخمور السرية شائعة، وكانت الدعارة تجلب دخلاً كبيراً. كانت معظم الجرائم في المدينة تحدث في "الأوكار المنخفضة" في المدينة، وكانت الجريمة المنظمة هي السائدة.كانت التوترات العرقية منخفضة نسبياً قبل بدء موجة الجريمة. ومع بطء قوات الشرطة في التصرف، تجمعت الغوغاء وأخذوا زمام الأمور بأيديهم.

### تشريعات مكافحة الإعدام خارج نطاق القانون
قبل سنوات من إعدام جيمس، طبقت الهيئة التشريعية لولاية إلينوي سلسلة من القوانين المناهضة للإعدام خارج نطاق القانون للحد من التوترات العرقية التي كانت تختمر في جميع أنحاء الولاية.  في عام 1901 وحده، كانت هناك 135 عملية إعدام خارج نطاق القانون في إلينوي.  تشكلت مكاتب مكافحة الإعدام لتجميع رأس المال السياسي لتمرير قوانين مكافحة الإعدام. وفي حين واجه أنصار مناهضة الإعدام مقاومة كبيرة، إلا أن قادة الحقوق المدنية في شيكاغو، مثل إيدا ب. ويلز، حققوا مكاسب كبيرة في صياغة قوانين مناهضة للإعدام. وقد تمكن هؤلاء القادة من الحصول على دعم حاكم ولاية إلينوي تشارلز دينين الذي كان له دور حاسم في صياغة قوانين مكافحة الإعدام التي صدرت في إلينوي عام 1905..  حصل دينين على دعم الناخبين السود الذين رأوا أنه يقف في صفهم. في حين أن معظم الولاية كانت تدعم قوانين الإعدام خارج نطاق القانون، إلا أن البلدات الصغيرة لم تفعل ذلك. كان يُنظر إلى الإعدام خارج نطاق القانون على أنه نوع من "عدالة الشعوب"، حيث أصبحت البلدات النهرية متورطة بشكل متزايد في الأنشطة المتعلقة بالرذيلة. تم تطبيق القوانين بشكل متساهل في المناطق التي تفشت فيها عمليات الإعدام خارج نطاق القانون. كانت الشرطة غارقة في تنظيم تدفق الجريمة المنظمة، التي كانت تدور في الغالب حول الدعارة وتهريب الكحول. وكانت الأسبقية لعمل الغوغاء عندما فشلت إجراءات الشرطة في مواكبة مشاعر المجتمع المحلي.
في مقالة نشرتها ستايسي برات ماكديرموت عام 1999 بعنوان "إجراء شائن: إعدام بلا محاكمة في الشمال وتطبيق التشريعات المناهضة للإعدام بلا محاكمة في إلينوي، 1905-1910"، تم تحليل الأحداث التي أدت إلى اللحظات الأخيرة في حياة جيمس. تم العثور على جثة بيلي ملتوية ومصابة بكدمات ومكممة بقطعة قماش في زقاق في صباح يوم 9 نوفمبر. أرسل رئيس الشرطة في طلب الكلاب البوليسية واستخدمها في ذلك اليوم. وقادت الكلاب السلطات إلى اعتقال خمسة أشخاص: جيمس، آرثر ألكسندر، سام موسبي، جورجيا كوبر، وامرأة أخرى تم التعرف عليها فقط باسم العائلة جرين. وكان جيمس وألكسندر المشتبه بهم الرئيسيين. 
لم يكن لدى جيمس أي ذريعة للساعة بين الخامسة والسادسة من مساء الثامن من نوفمبر، وهو الوقت الذي اعتقدت هيئة محلفين الطبيب الشرعي أن جريمة القتل قد وقعت فيه. كان كيس الدقيق الذي زُعم أن غرين كانت تغسله عند اعتقالها مطابقًا للكمامة التي عُثر عليها في فم بيلي. كما أن زعم كوبر أنها غسلت ملابس جيمس الملطخة بالدماء ليلة القتل، وبنية جيمس العضلية، أضافا إلى الأدلة المحدودة. 
وبدأت الحشود تتشكل عبر النهر، وبدأ المواطنون "بالتحقيق" في مسرح الجريمة ومنزل جيمس. بدأ الغوغاء في إجراء "تحقيقاتهم" الخاصة مع جيمس، نظرًا لأن قوة الشرطة لم تتوافق مع الإطار الزمني الذي طلبه الغوغاء.  وبعد استماعها إلى خطط الحشود المتجمعة، بدأت الشرطة في زيادة الأمن حول السجن، بل وقامت حتى بطرد عدة مجموعات من المواطنين المحتملين من مسرح الجريمة. ورغم أن إجراءات الأمن كانت فعالة في الحفاظ على أمن السجن، فإن تاريخ الاضطرابات الاجتماعية يشير إلى أن الغوغاء كانوا يكتسبون القوة فقط، وكانوا في نهاية المطاف قادرين على التغلب على الحراس. حاول قائد شرطة مقاطعة ألكسندر، فرانك إي. ديفيس، ونائبه توماس فولر، إبقاء المعتقلين في السجن في مأمن من الغزو الوشيك. مع العلم أن الغوغاء كانوا يستهدفون جيمس، أخذه الضابطان إلى الغابة في ليلة التاسع حيث بدأ الغوغاء في التخطيط لهجومهم على المدينة.  لتجنب المزيد من التوترات العنصرية المشتعلة في المدن المجاورة، بقي الثلاثة في الكرنك، إلينوي ، على بعد حوالي 27 ميلاً شمال القاهرة. وبعد سماع خبر هروب الضباط وجيمس، صعد 300 رجل من القاهرة على متن قطار شحن متجه إلى الكرنك. تم العثور على الثلاثي بسرعة ولم يبدوا مقاومة كبيرة للحشد. تم تجريد الضباط من السلاح وقام الغوغاء باختطاف جيمس. وفي اليوم التالي، وصل جيمس برفقة الغوغاء إلى حشد من المئات ينتظرونه في محطة قطارات القاهرة. يصف ماكديرموت لحظاته الأخيرة،
رفع القضاة وهيئة المحلفين والجلادون الحبل للانتقام للمرأة القتيلة، لكن الحبل انقطع وألقى بجيمس على الأرض بقسوة. وبينما كان واقفًا، أمطر عدة أشخاص من الحشد جسده بما يقرب من خمسمائة رصاصة. مات ويليام جيمس. [...] ركض الحشد بجسده النازف إلى مسرح الجريمة في الزقاق. قام أحد الرجال بقطع رأس جيمس ووضعها على رمح ورفعها ليراه الحشد المبتهج. ثم أضرم الغوغاء النار في جثة جيمس وأشعلوا النار في جسده وشووا البقايا بينما كان الرجال والنساء والأطفال يصرخون ويهتفون. وعندما خمدت النار، استمر الرعب عندما تحرك الناس لتقطيع الجثة. أخرج البعض سكاكين جيبهم وقطعوا الأذنين والأصابع وكسروا العظام لأخذها كتذكار بشع.

### هنري سالزنر
بعد مقتل جيمس، عادت الغوغاء إلى السجن واختطفوا هنري سالزنر، وهو مصور أبيض كان متهمًا بقتل زوجته بالفأس. كان من المقرر أن يصدر الحكم على سالزنر في وقت لاحق من ذلك الشهر، لكن الغوغاء قرروا قتله أولاً. أُعدم سالزنر بلا محاكمة وأُطلق عليه الرصاص في الساحة العامة. وبعد عملية الإعدام الثانية، سادت القاهرة حالة من الصراخ وأعمال النهب الطفيفة حتى صباح اليوم التالي عندما قام الحرس الوطني في إلينوي بتطبيق الأحكام العرفية واستعادة النظام في المدينة. 
وفي أعقاب الحدث، نددت العديد من الشخصيات والجماعات البارزة بجرائم القتل. وردّ الحاكم دينين على عمليات الإعدام خارج نطاق القانون في القاهرة واصفًا عنف الغوغاء بأنه ”إجراء شائن وعار على ولاية إلينوي“. وأعفى المأمور ديفيس والنائب فولر من منصبيهما. كانت الجمعية الوطنية للنهوض بالملونين (NAACP) التي تأسست حديثًا أول مجموعة مناصرة تستخدم قضية جيمس كمثال على عدم فعالية قوانين مكافحة الإعدام. أرسلت المجموعة الناشطة في مجال الحقوق المدنية إيدا ب. ويلز من شيكاغو إلى القاهرة عندما كان ديفيس يتقدم بطلب إعادة تعيينه.  تسبب وجود ويلز في حدوث شرخ في مجتمع السود في القاهرة، ويرجع ذلك في الغالب إلى تضارب الولاءات المرتبطة بديفيس. فقد قام ديفيس بتوظيف رجال سود في قوة الشرطة التابعة له، وكان مجتمع السود يحترمه لأنه منح منازلهم وعائلاتهم أمانًا نسبيًا لم يكن متاحًا في كثير من الأحيان لمجتمعات السود في المدن النهرية الصغيرة الأخرى. كما اعتقد أعضاء مجتمع السود أيضًا أن جيمس هو من ارتكب جريمة القتل، واعتبروه في الغالب ”شخصًا لا قيمة له“. ومع ذلك، واصلت ويلز حملتها لمنع إعادته إلى منصبه، بحجة أنه إذا بقي ديفيس في منصبه، فإن ذلك سيشكل سابقة سلبية للبلدات الأخرى للتغاضي عن هذا النوع من الاعتداءات.  لم تتم إعادة ديفيس إلى منصبه، وأصدرت دينين أمرًا يقضي بإعفاء رؤساء الشرطة من وظيفتهم إذا فشلوا في حماية سجنائهم. أنهت هذه القوانين فعليًا عمليات الإعدام الغوغائية في إلينوي. 

## في الثقافة الشعبية
يصور المسلسل التلفزيوني ”الآلهة الأمريكية“، الذي تدور أحداثه جزئيًا في القاهرة، إعدام جيمس في حلقته ”طرق الموتى“ في موسمه الثاني.